# Boquira (gemeente)
Boquira is een gemeente in de Braziliaanse deelstaat Bahia. De gemeente telt 22.521 inwoners (schatting 2009).

## Aangrenzende gemeenten
De gemeente grenst aan  Ibipitanga, Ibitiara, Macaúbas, Oliveira dos Brejinhos en Paratinga.